# ParaJet-Ski
A ParaJet-Ski egy fiatal jet-ski alapú technikai vízisport, mely mozgáskorlátozottak számára biztosít sportlehetőséget. Maga a jet-ski egy belső vízsugaras meghajtású motoros vízi jármű, melyet 1965-ben találták fel, azóta két fajtája alakult ki. A ParaJet-Ski szellemi elindítója Czine Zoltán volt, a sportot 2007-ben a Nemzetközi Motoros Vízisport Szövetség is bejegyezte nyilvántartásába.

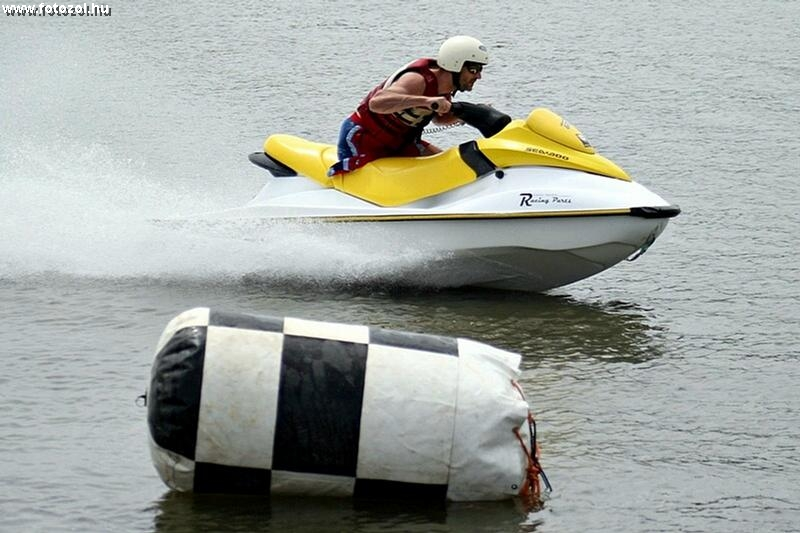
ParaJet-Ski versenyző egy magyarországi bajnokságon

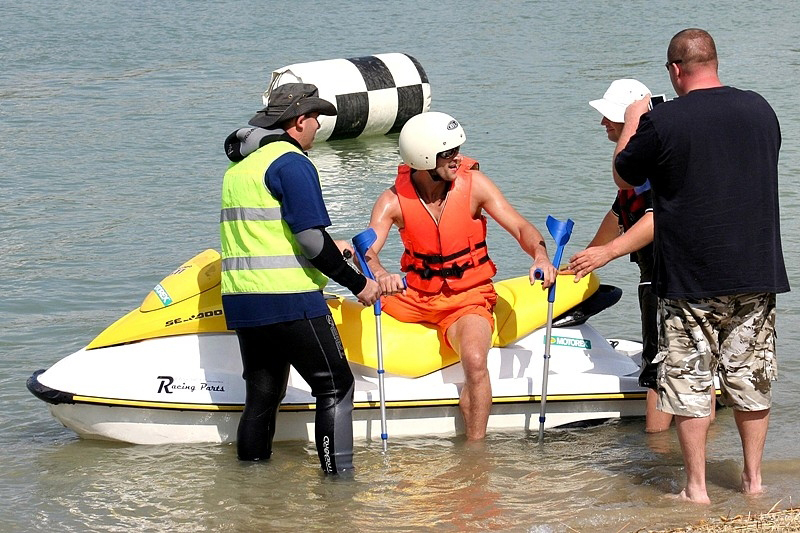
ParaJet-Skis verseny után

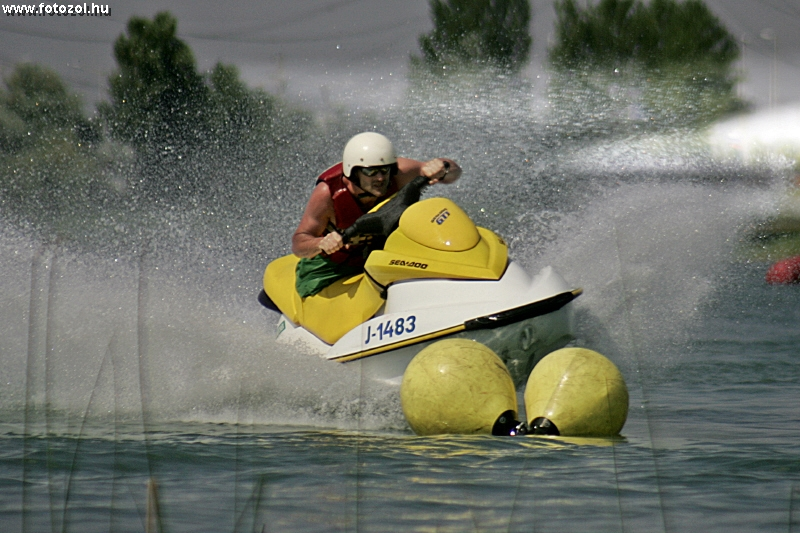

## A ParaJet-Ski célja
A ParaJet-Ski legfőbb célja a testi fogyatékkal élők számára egy új sportág bemutatása, s ezzel a sport népszerűsítése a mozgássérültek körében. A koedukált versenyek segítségével lehetővé válik az épek és a fogyatékkal élők közötti a valóságban még létező távolság csökkentése. A magyarországi Jet-Ski Szövetség célja a ParaJet-Ski sportág nemzetközi szintű bemutatása, ismertetése és terjesztése.

## Kialakulása
A fogyatékkal élőknek lehetőséget biztosító Jet-Ski versenyek szellemi atyja a magyar Czine Zoltán volt, ötletének gyakorlati megvalósításhoz a Magyar Jet-Ski Szövetség személyében talált támogatóra. Együttműködésük eredményeként 2007. augusztus 27-én rendezték megy a kiskunlacházai Red Dragon tavon az I. ParaJet-Ski Kupát. A sportág elnevezésének jogát a Magyar Jet-Ski Szövetség átengedte az ötletgazdának, aki ezt a lehetőséggel élve ParaJet-Ski névre keresztelte el.

## Versenyek
A sport igen komoly fizikai és szellemi felkészültséget igényel mozgáskorlátozott az ép, kezdő, gyakorlott, profi résztvevőktől egyaránt. Az első ParaJet-Ski Kupán elért legjobb versenyidő 85 lóerős géppel 33.91 mp volt, amivel Pellek Béla állította be a Red Dragon-tó első hivatalos magyar ParaJet-Ski pályacsúcsát. A sportág szabályai minden tekintetben teljesen megegyeznek az ép sportolókra vonatkozó jet-ski szabályokkal. Az első versenyen a para-kategória résztvevői a verseny napján sajátították el a jet-ski használatát és akkor ültek fel első alkalommal a sportszerre. A versenynapon előbb a fogyatékkal élő sportolók versenyei zajlanak, utánuk kezdődnek az „ép” futamok versenyzői.
A versenyzői szám egyre jelentősebb lett, emellett nemzetközi szintűre nőtt. A versenyek részvételének tekintetében kezdetben több mint 30, a Magyar Jet-ski Szövetségnél leigazolt fogyatékkal élő sportolót regisztráltak a szervezők. 2010-ben a részvétel csúcsot döntött, több mint 40 résztvevő mérte össze tudását.
A rendszeresen megrendezett Országos Bajnokságokról a Szabadban.hu sportportál közöl rendszeresen információkat, cikkeket és multimédiás anyagokat, a sportról elnevezett külön kategóriában.

## Nemzetközi elismerés
A fizikailag korlátozottak számára Magyarországon létrejött sportág jelentős elismerést váltott ki a törökországi Antalyában, a jet-ski sport szakmai vezetői körében is. 2007. november 7-től tekinthető hivatalosan is sportágnak a ParaJet-Ski, ugyanis ekkor az ötlet felvételt nyert a franciaországi székhelyű Nemzetközi Motoros Vízisport Szövetség (UIM) hivatalos nyilvántartásába.